# ペルー地震 (2007年)
ペルー地震（ペルーじしん）は、2007年8月15日23時40分58秒（UTC、現地時間同日18時40分58秒）にペルー沖で発生した、モーメントマグニチュード（Mw）8.0の地震。揺れは約2分間続いた。震源はリマの南南西150km、震源の深さは30.2km。

## 被害

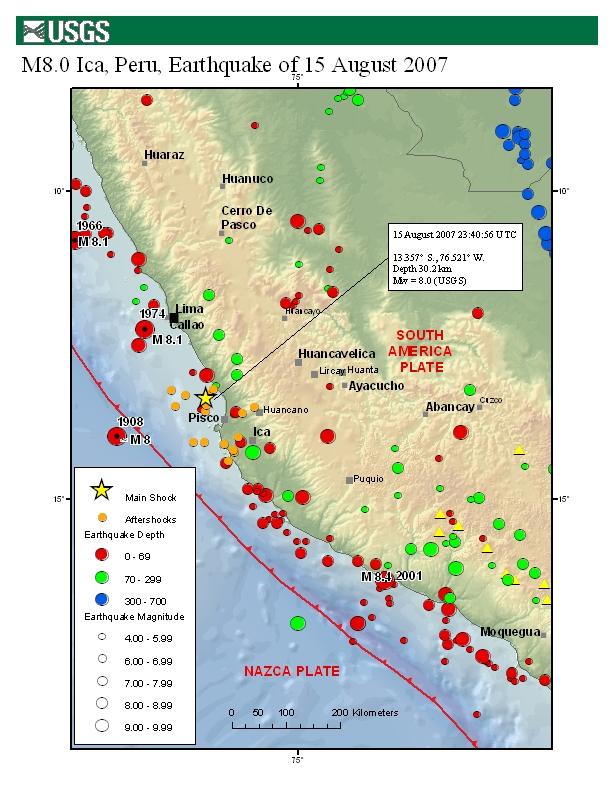
本震と余震

イカ県にあるピスコ、イカ、チンチャアルタと、リマ県のクエンカが最も被害を受けた。さらに、地震は首都リマでも感じられ、ガラスが割れる被害が出た。また、プカルバ、イキトス、コンタマナ、トルヒーリョ、カハマルカといったペルーの他の都市でも同様の被害があった。イカでは教会が倒壊し、ミサに出席していた17人が死亡、70人が負傷した。また約85,000戸が倒壊した。リマの南東260kmにある都市ピスコでは、家屋の約80%が倒壊し、430人の市民が死亡し、うち100人が市の広場にある聖堂の倒壊に巻き込まれて死亡した。ペルー政府は死者510人と発表した。
同日現地時間19時02分、チンチャ・アルタの北東113kmでマグニチュード5.8の余震が起こっている。現地時間19時19分には、イカの南南西48kmを震源にマグニチュード5.9の余震が起こった。マグニチュード5以上の余震は少なくとも10回以上記録されている。
翌日、ピスコの病院に収容できなかった被害者はリマへ飛行機で運ばれ深夜に到着した。8月19日日曜日には、コロンビアの大統領アルバロ・ウリベが援助物資とともに被災地のイカに入った。

## 地震の概要
この地震はナスカプレートと南米プレートの境界で発生した。両プレートは年間約7.8cmずつ接近している（収束型境界）。この地震では、両プレートの境界面で断層運動が生じ、南米プレートがナスカプレートに対して迫り上がるかたちで海洋方向に動いた。専門家はこの地域での同様の地震は100年周期で起こると主張している。
ペルー海岸部では大地震がたびたび起こってきた。2007年8月15日の地震は、1908年と1974年に起こったマグニチュード8級の大地震の震源の近くで起きている。またこの地震の震源は、1966年にペルー北部で起きたマグニチュード8.2の地震の震源の南にあたり、2001年にペルー南部の大都市アレキパ付近で起きたマグニチュード8.3の地震（2001年ペルー南部地震）の震源の北にあたる。ペルー沿岸での過去最大の地震は1868年に起きたマグニチュード9の地震で、津波により南米大陸沿岸全体で数千人の死者を出し、ハワイにも打撃を与えた。

## 津波に対する警戒

津波伝播の様子

この地震でペルー、エクアドル、チリ、コロンビア、さらに遠くハワイにまで津波警報（tsunami warning）が発せられた。警報はのちに解除されたが、ペルー中部の港湾都市カヤオの一部住民は避難を行った。津波警報は中米のパナマ、コスタリカでも発令され、ニカラグア、グアテマラ、エルサルバドル、メキシコ、ホンジュラスなどでも津波注意報（tsunami watch）が出された。警報・注意報は25cmほどの津波が去った後解除された。
日本の気象庁も、8月17日の午前1時4分（日本標準時）、午前4時ごろに北海道に50cm以上の津波が来る可能性があり以後も数回にわたり津波が到達する可能性があるとして、北海道から沖縄県までの太平洋沿いの地域に津波注意報を発表した。日本沿岸では和歌山県の那智勝浦町に午前5時過ぎに高さ数cmの津波が観測され、以後午前中に北海道から沖縄にかけて高さ10cmから20cmの津波が押し寄せた。なお、日本の気象庁は、日本沿岸の津波注意報を午後1時00分に全て解除した。

## 画像

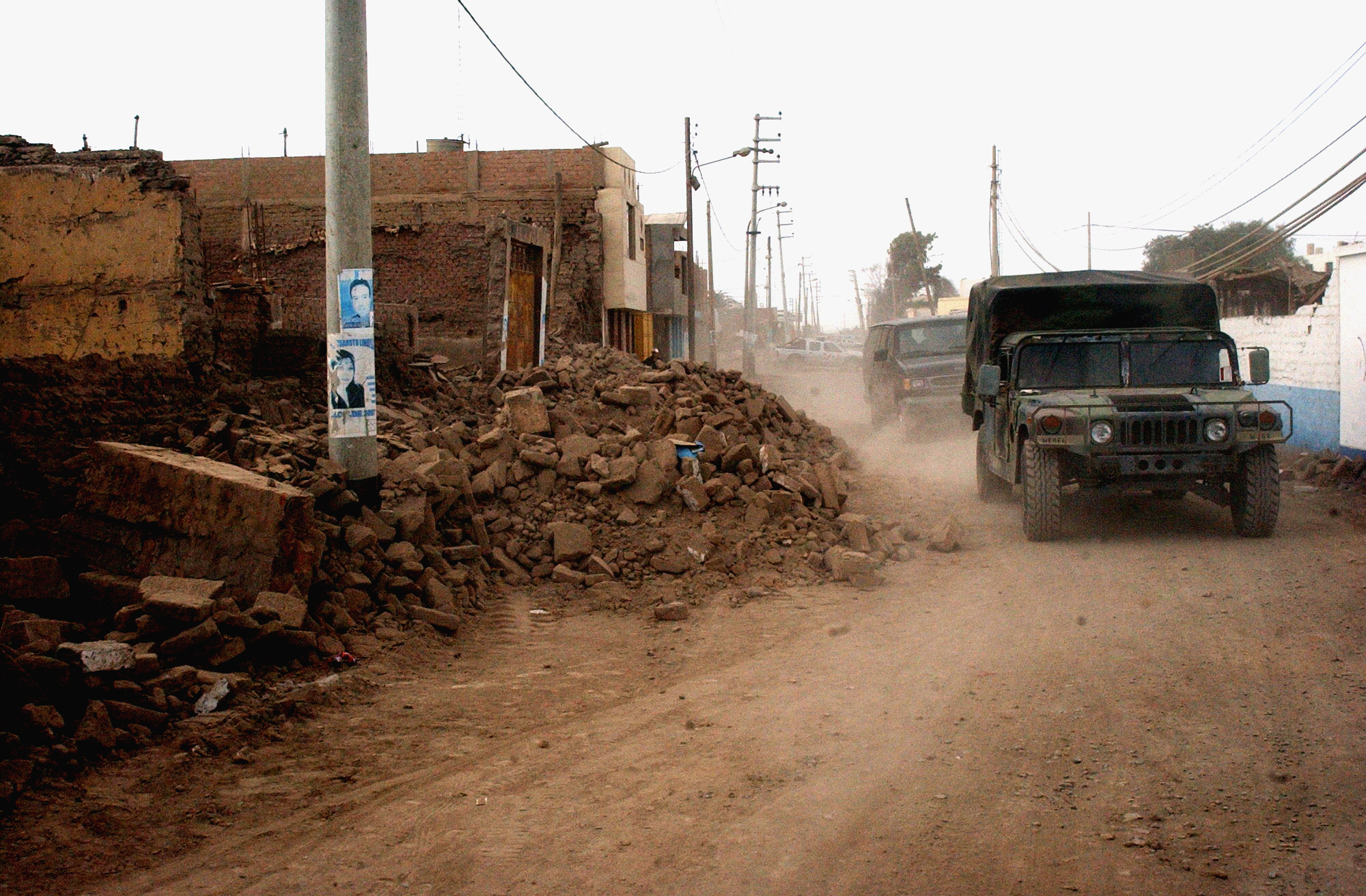
損壊したレンガ造りの家が並ぶピスコの街
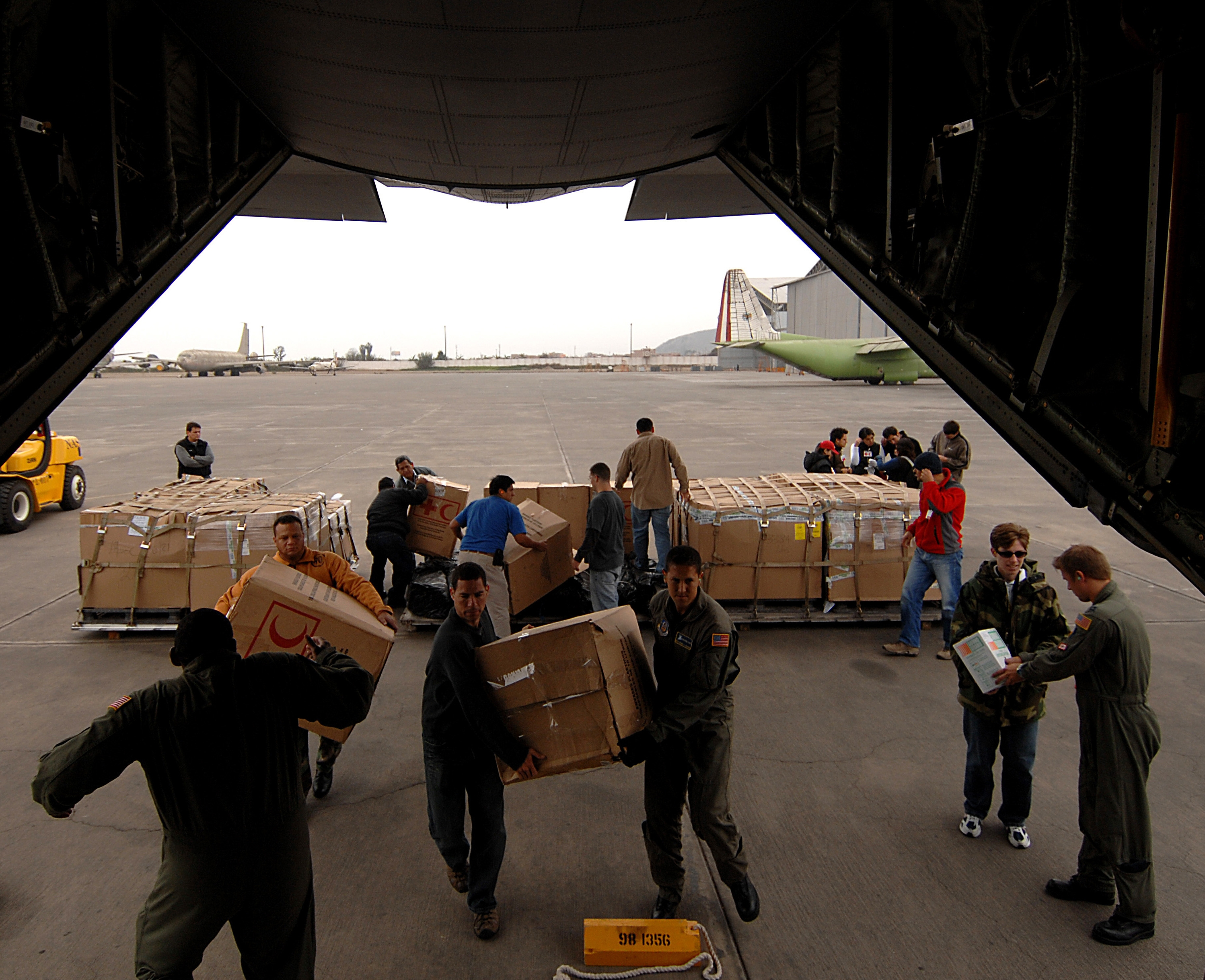
救援物資の輸送の様子、リマにて